# Jordi Mollà
Jordi Mollà Perales, né le 1er juillet 1968 à L'Hospitalet de Llobregat, dans la province de Barcelone, est un acteur et réalisateur espagnol.

## Filmographie partielle
- 1993 : Jambon, jambon (Jamón, jamón) de Bigas Luna
- 1995 : Le fusil de bois de Pierre Delerive
- 1995 : Les Histoires du Kronen de Montxo Armendáriz
- 1996 : La Celestina (La Celestina) de Gerardo Vera
- 1997 : Pardonne-moi ma chérie, mais c'est moi que Lucas aimait (Perdona bonita, pero Lucas me quería a mí) de Dunia Ayaso et Félix Sabroso
- 1997 : La Bonne Étoile (La Buena Estrella) de Ricardo Franco
- 1998 : Les Années volées (Los años bárbaros) de Fernando Colomo d'après l'histoire de Nicolás Sánchez-Albornoz
- 1998 : Un dollar pour un mort (Dollar for the Dead) de Gene Quintano (TV)
- 2000 : Jeu de rôles de Mateo Gil
- 2001 : Blow de Ted Demme
- 2003 : Bad Boys 2 de Michael Bay
- 2004 : Alamo (The Alamo) de John Lee Hancock
- 2005 : Ausentes de Daniel Calparsoro
- 2006 : G.A.L. de Miguel Courtois
- 2007 : Elizabeth : L'Âge d'or (Elizabeth: The Golden Age) de Shekhar Kapur
- 2008 : Che, 2e partie : Guerilla (Che: Part Two) de Steven Soderbergh
- 2009 : Ce n'è per tutti de Luciano Melchionna (it)
- 2009 : Le consul de Sodome (El cónsul de Sodoma) de Sigfrid Monleón
- 2010 : Night and Day (Knight and Day) de James Mangold
- 2010 : État de choc (Inhale) de Baltasar Kormákur
- 2010 : Bunraku de Guy Moshe
- 2011 : Les Experts : Miami (saison 10, épisode 2) : Hector Romero
- 2011 : Colombiana d'Olivier Megaton
- 2011 : There Be Dragons de Roland Joffé
- 2012 : Les Hommes ! De quoi parlent-ils ? (Una pistola en cada mano) de Cesc Gay
- 2013 : Riddick (The Chronicles of Riddick Dead Man Stalking) de David Twohy
- 2014 : Géographie du cœur malchanceux (Geography of the Heart), de David Allain et Alexandra Billington
- 2015 : Au cœur de l'Océan (In the Heart of the Sea) de Ron Howard
- 2016 : Criminal : Un espion dans la tête (Criminal) d'Ariel Vromen
- 2016 : En cavale (Term Life) de Peter Billingsley
- 2017 : The Music of silence de Michael Radford : Sandro
- 2018 : L'Homme qui tua Don Quichotte de Terry Gilliam : Alexei Miiskin
- 2018 : Genius (saison 2) : Dr Salvador Ruiz
- 2018 : Speed Kills de Jodi Scurfield : Jules Bergman
- 2019 : Jack Ryan (saison 2) : President Nicolàs Reyes
- 2023 : Pet Shop Days d'Olmo Schnabel : Castro
- 2023 : AGGRO DR1FT : d'Harmony Korine : BO

## Voix françaises
- Bernard Gabay dans :
  - Riddick
  - Criminal : Un espion dans la tête

Et aussi
- Mathias Kozlowski dans Jambon, Jambon
- Jo Camacho dans Bad Boys 2
- Patrick Raynal dans Che - 2ème partie : Guerilla
- Féodor Atkine dans Night and Day
- Xavier Fagnon dans Columbiana
- Constantin Pappas dans The Music of Silence
- Olivier Peissel dans Demain est un autre jour